# Индивидуальная крепь
Индивидуальная крепь— крепь очистных выработок, состоящая из отдельных, не связанных между собой конструктивно рам или стоек, переставляемых вслед за подвиганием забоя.

## Классификация индивидуальных крепей

### призабойные
Призабойные крепи служат для поддержания кровли в рабочем пространстве очистной выработки.
- постоянного сопротивления;
- пологонарастающего сопротивления;
- крутонарастающего сопротивления.

### посадочные
Посадочные крепи предназначены для управления кровлей методом обрушения.
- органная, состоящая из одного или нескольких рядов стоек, установленных по прямой линии на расстоянии не более их диаметра.
- кустовая, включающая группы из 3—10 стоек (куста) с расстоянием между кустами 2—10 м.
- костровая, состоящая из клетей, выложенных из стоек, брусьев, рельс и др. и имеющих в плане прямоугольную или треугольную форму.

## Элементы индивидуальной крепи
Поддерживающими элементами индивидуальной крепи служат стойки и верхняки.

### Стойки
По механизму податливости стойки разделяют на два вида:
- стойки трения, обеспечивающие сопротивление опусканию кровли за счёт сил трения в замке;
- гидравлические стойки:

- с замкнутой гидросистемой;
- с внешним питанием рабочей жидкостью.

Характеристики стоек регулируются ГОСТом Р 50463-92, согласно которому: 
- пределы применения по мощности пласта - до 3,2м
- сопротивление стоек - до 300кн
- масса - до 1160кг
- высота стойки в сдвинутом положении - до 2500мм
- высота стойки в раздвинутом положении -  3300мм
- раздвижность - до 2340мм
- распор стойки – 127Кн
- номинальное давление рабочей жидкости в стойке – 47,5МПа
- удельное давление на почву при номинальном рабочем сопротивлении – до 20МПа
- скорость подъема штока стойки - до 20мм/с
- скорость опускания штока при разгрузке стойки с углом наклона 35º от вертикали – до 5мм/с
- усилие при дистанционной разгрузке стойки - 0,8кН

### Верхняки
Верхняк представляет собой балку, поддерживающую кровлю выработки и передающий давление пород на стойки.